# 潘金玉
潘金玉（1914年7月21日—2010年10月24日），日治台灣南投廳埔里社支廳埔西區烏牛欄（今南投縣埔里鎮愛蘭）人，是台灣最後一位全然精通巴宰語的巴宰族耆老，也是全球最後一位全然精通巴宰語者。 族人尊稱她為 tata（達達、巴宰語：阿姨）、或稱 apu（阿嬤/ama）。

## 生平
潘金玉出生於日治時期的烏牛欄部落（愛蘭），父母親均使用巴宰語。之後送至蜈蚣崙部落給噶哈巫族人作養女，養父母均講噶哈巫語。另因時代背景與平埔族漢化，本人也精通臺灣話、日語以及中華民國國語。

### 對潘金玉純巴宰語的質疑
據噶哈巫族人 Bauke Dai'i 的田野調查結果，由於潘金玉在噶哈巫族部落長大，因此其巴宰語可能在相當程度上，受到了噶哈巫語的影響。

### 失落的語言
由於少有人能用流利的巴宰語與之對話，故數十年來日常生活都使用臺灣話。 潘金玉耆老用臺語說：「…跟我的伴（已往生）講（巴宰語）！如果我老伴有來（在夢中）。跟我一樣（同輩）四個（人）都沒有了。剩我一个、剩我一個！這樣子而已，要跟誰講！…」。

## 巴宰語的語言復興運動
潘金玉耆老生前全力投入巴宰語的語言復興運動。她亦參予編纂過《國民中小學九年一貫課程語文學習領域 原住民語》、其中主編《巴宰語學習手冊第(1-9)階》。于2001年潘金玉耆老已協助台灣中央研究院語言學研究所李壬癸院士、及日籍學者土田滋編纂成《巴宰語詞典》。
這幾年來在潘金玉耆老與巴宰族人、及專家學者的努力下至2010年，小孩加大人至少有10多人會說巴宰語。

## 逝世
潘金玉耆老於2010年10月24日在埔里基督教醫院逝世，享壽96歲，她的逝世宣告了巴宰語的滅亡。

## 著作
- 潘金玉（母語發音）/賴貫一（文字校訂）/陳俊傑（錄音整理），"巴宰語母語錄音2184句"，台灣打里長摺文化協會出版，行政院文化建設委員會贊助，2000年。

## 外部連結
- 金玉阿嬤安息 巴宰語嗷嗷待振
- YouTube上的巴宰族潘金玉耆老演唱Ayan
- YouTube上的News clip including interviews with Pan Jin-yu （英文）（巴宰文）
- The secret of Formosan languages (Porgram clip including exclusive interviews with Pan Jin-yu) （页面存档备份，存于）
- The Last Speakers （页面存档备份，存于） （英文）
- YouTube上的The Linguists